# Tragocephala tournieri
Tragocephala tournieri es una especie de escarabajo longicornio del género Tragocephala, subfamilia Lamiinae. Fue descrita científicamente por Lepesme & Breuning en 1950.
Se distribuye por Camerún, Costa de Marfil, Guinea y Congo. Posee una longitud corporal de 16-19 milímetros. El período de vuelo de esta especie ocurre en los meses de enero, abril, junio, octubre y noviembre.